# Five Points (Ohio)
Five Points és una concentració de població designada pel cens dels Estats Units a l'estat d'Ohio. Segons el cens del 2000 tenia 2.191 habitants.

## Demografia
Segons el cens del 2000, Five Points tenia 2.191 habitants, 740 habitatges, i 660 famílies. La densitat de població era de 292,7 habitants per km².
Dels 740 habitatges en un 45,3% hi vivien nens de menys de 18 anys, en un 84,7% hi vivien parelles casades, en un 3,5% dones solteres, i en un 10,8% no eren unitats familiars. En el 8% dels habitatges hi vivien persones soles el 2,3% de les quals corresponia a persones de 65 anys o més que vivien soles. El nombre mitjà de persones vivint en cada habitatge era de 2,96 i el nombre mitjà de persones que vivien en cada família era de 3,14.
Per edats la població es repartia de la següent manera: un 30% tenia menys de 18 anys, un 4,8% entre 18 i 24, un 27,6% entre 25 i 44, un 31,4% de 45 a 60 i un 6,2% 65 anys o més.
L'edat mediana era de 39 anys. Per cada 100 dones de 18 o més anys hi havia 105,4 homes.
La renda mediana per habitatge era de 107.925 $ i la renda mediana per família de 111.888 $. Els homes tenien una renda mediana de 81.092 $ mentre que les dones 50.700 $. La renda per capita de la població era de 38.505 $. Cap de les famílies i el 0,3% de la població estaven per davall del llindar de pobresa.

## Poblacions properes
El següent diagrama mostra les poblacions més properes.